# Gnidia gilbertae
Gnidia gilbertae är en tibastväxtart som beskrevs av Emmanuel Drake del Castillo. Gnidia gilbertae ingår i släktet Gnidia och familjen tibastväxter. Inga underarter finns listade i Catalogue of Life.